# Region Hauts-Bassins
Region Hauts-Bassins – jeden z 13 regionów w Burkinie Faso, znajdujący się w zachodniej części kraju.
W skład regionu wchodzą 3 prowincje:
- Houet
- Kénédougou
- Tuy